# Влардінген

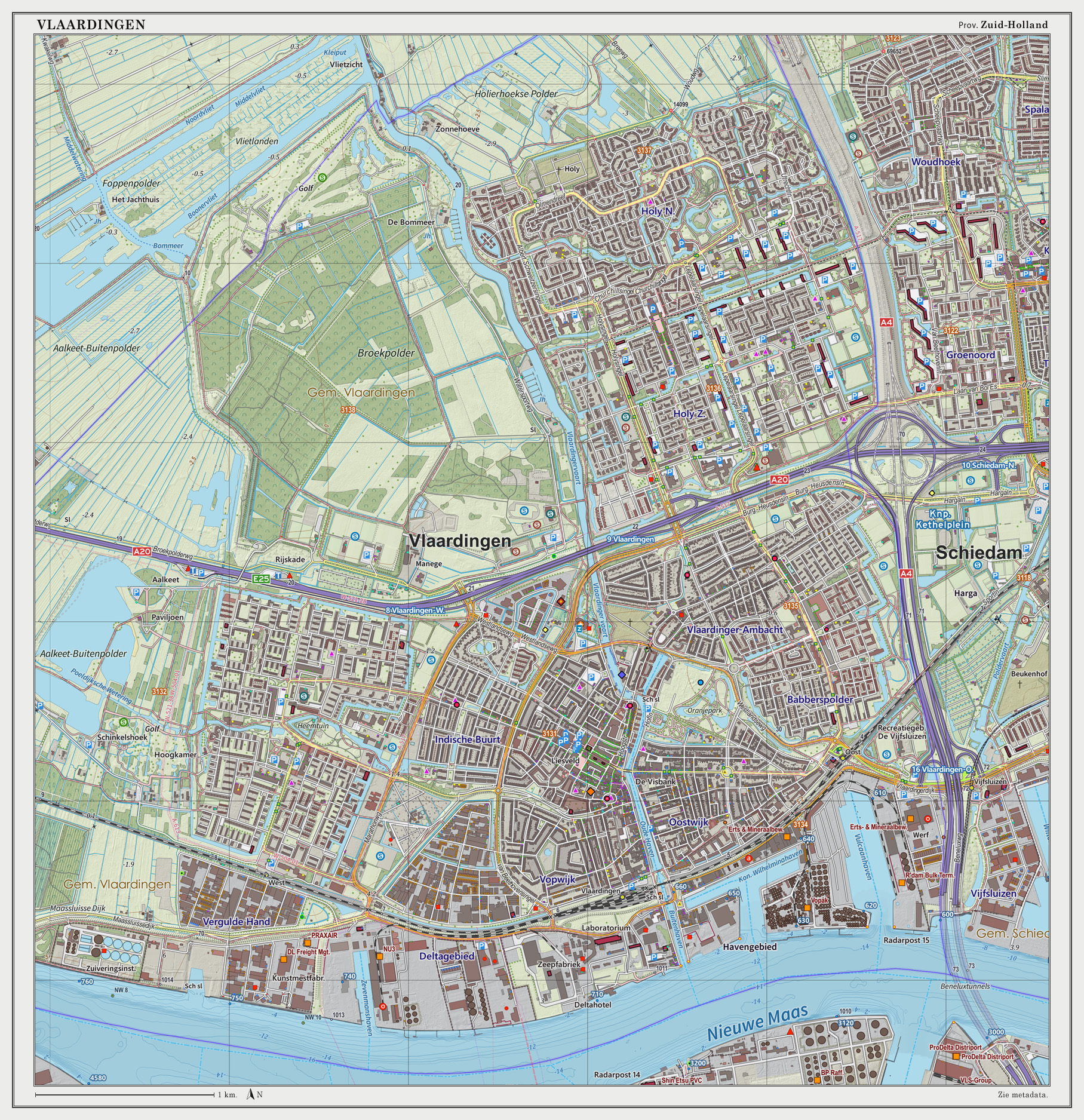
Dutch topographic map of Vlaardingen (city), Sept. 2014

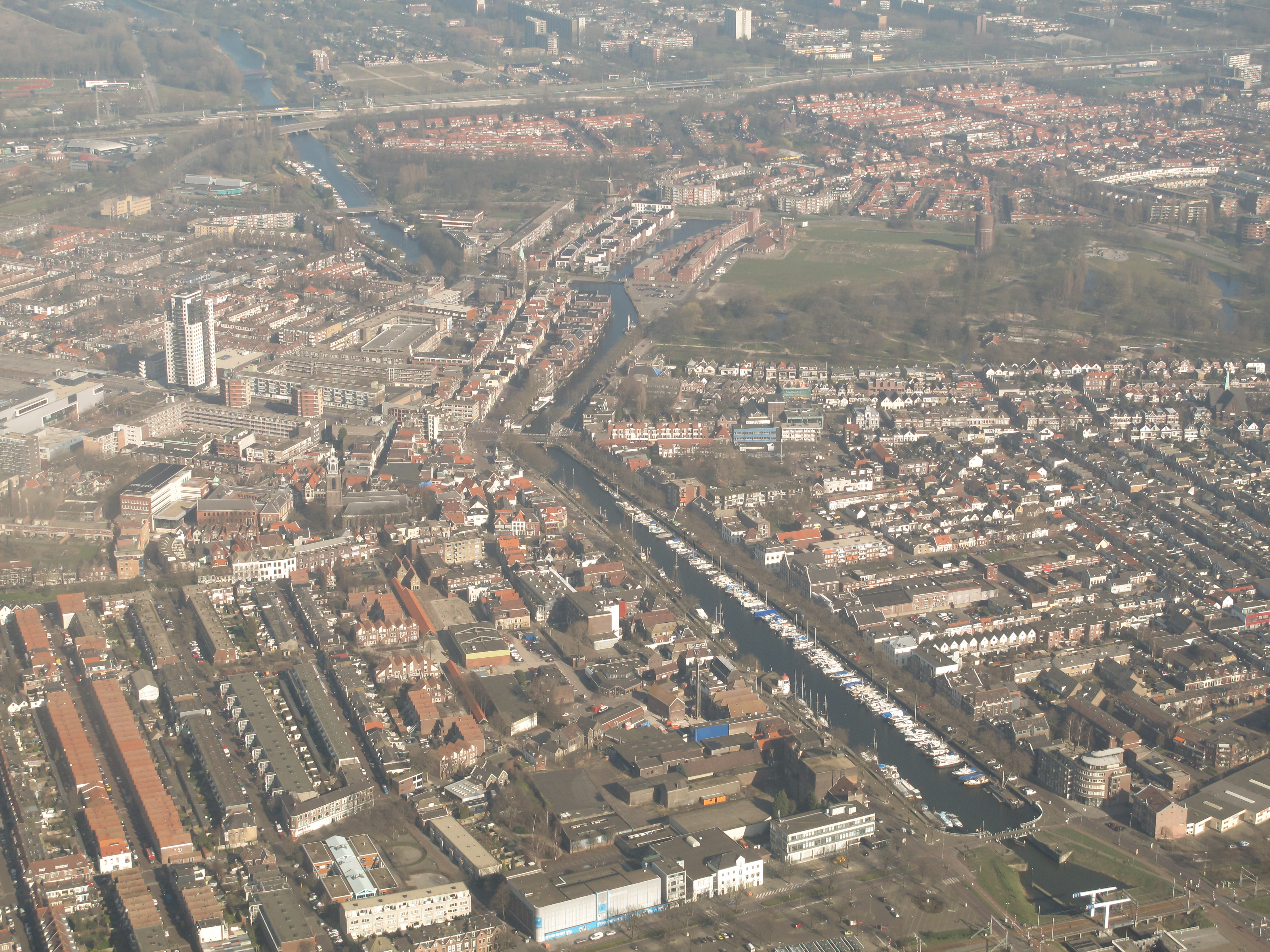
Vlaardingen, town centre from the sky

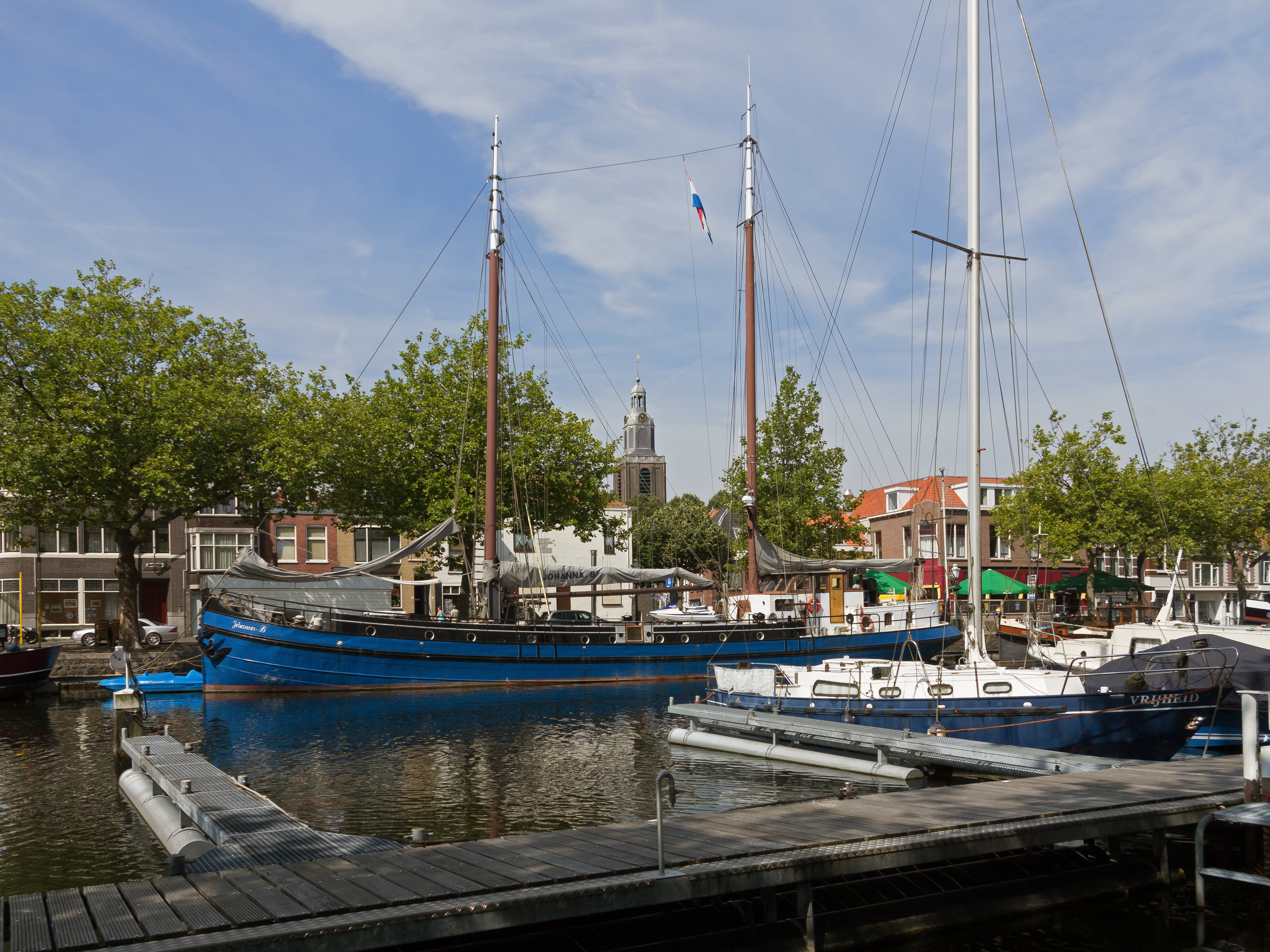
View to the port

Vlaardingen (нід. вимова: [ˈvlaːrdɪŋə(n)] ( прослухати) — місто в Південній Голландії в Нідерландах. Розташоване на північному березі річки Ньїве-Маас при впадінні в Ауде Маас. Муніципалітет керує площею в 26.69 км2, з яких 23.57 км2 це земля, населення: 72,404 мешканціи (у 2019 році).

## Географія
Місто розділене на північну частину (серед місцевих відому як «Святе») і південну частину автомагістраллю A20. На сході місто відокремлює від Шідама автомагістраль А4. Інші місця поблизу: Мааслуіс — на заході, Схіплуйден і Делфт — на півночі, Східам і Роттердам — на сході та Спійкеніссе — на південному заході, з іншого боку Ньїве-Маас. Автомагістраль A20 з'єднує Роттердам з Хуком Голландії.
Центр міста знаходиться на західній стороні старої гавані.

## Історія
Територія навколо Влаардінгена була заселена приблизно в 2900—2600 роках до нашої ери. У 1990 році н. е. скелет, датований приблизно 1300 роком до н. е. , був викопаний на периферії Влаардінгена, у ньому було ідентифікован сліди ДНК найстарішої людини знайденої в Нідерландах. Хоча у період приблизно між 250 і 700 роками нашої ери цей регіон, як і велика частина заходу Нідерландів, був незаселеним. У 726(27) році місцевість знову згадується як In Pagio Marsum, де була заснована невелика церква, навколо якої утворився Влаардінген. Церква згадується в списку церков Вілліброрда.
У 1018 році Влаардінген став оплотом графа Голландії Дірка III, який стягував там незаконне мито з кораблів що проходили річкою Маас. Армія, відправлена німецьким імператором Генріхом II, щоб припинити це беззаконня, зазнала поразки від Дірка III у (першій) битві при Влардінгені. У 1047 році його наступник Дірк IV відбив ще одну таку атаку (Друга битва при Влардінгені). Першу з цих битв у 2018 році відзначили історичною реконструкцією
21 грудня 1163 року стався потоп (повінь Святого Томаса) що зупинив ріст Влаардінгена. Графи Голландії відійшли, і його розвиток завмер.
Відомо, що в 1273 році Влаардінген отримав міські права (привілеї над іншими утвореннями які не мають таких прав) від Флоріса V, графа Голландії. Наявність попередніх міських прав можливі, але не підтвердженні.
У 1574 році, під час восьмидесятирічної війни за незалежність Нідерландів, група Ватергейзен спалила Влаардінген за командуванням Вільгельма Оранського, щоб не дати іспанцям захопити місто. Пізніше Влаардінген став районом суднобудування та значною гаванню для риболовецтва та рибної промисловості місцевого виду оселедця. Рибальські човни перестали використовувати Влаардінген після Другої світової війни .
У 1855 році колишній муніципалітет Зутевеен був об'єднаний та перетворений у муніципалітет Влаардінгерамбахт. Той, у свою чергу, був об'єднаний з Влаардінгеном під час окупації Нідерландів німцями у Другій світовій війні, 1941 року.
Через індустріалізацію у Влардінгені та міста поблизу нього постраждали від сильного забруднення повітря і частково від патогенного смогу 1970-х років. Одного разу через смог довелося закрити середню школу. Багато екологічних груп та організацій виникло саме у Влардінгені та його околицях, оскільки він вважався одним з найбільш забруднених міст Нідерландів.
Влаардінген складається з восьми районів/районів:
1. Центр Влаардінгена
2. Вествейк
3. Vettenoordse polder (промисловий)
4. Vlaardingen Oost
5. Амбахт/Бабберспольдер
6. Святий Зуїд
7. Святий північ
8. Брукпольдер

## Політика
Мер: Берт Війбенга
Місця в міській раді після міських виборів 2010 року:
- Лейбористська партія (PvdA), 6 мандатів
- Vlaardingen Ahead 2000/Livable Vlaardingen (VV2000/LV), 6 мандатів
- Groenlinks (GL), 4 мандати
- Народна партія свободи і демократії (ВВД), 4 мандати
- Християнсько-демократичний заклик (CDA), 3 мандати
- Соціалістична партія (СП), 3 мандати
- Демократи 66 (D66), 2 мандати
- Християнський союз/політична реформована партія (МС / ПГП), 2 мандати
- Інтереси міста Влаардінген (SBV), 2 мандати
- Горді за Нідерланди (TON), 2 мандати
- Генеральний альянс людей похилого віку (AOV), 1 мандат

## Економіка
Дослідницький центр Unilever у Влаардінгені (знаходиться поруч із колишнім заводом Sunlight). У Східному Влаардінгені, біля річки Ньїве-Маас, все ще є судноремонтні підприємства. Вулкаангавен протягом багатьох років була найбільшою приватною штучною гаванню у світі. Остання велика фабрика оселедця Warmelo & Van Der Drift покинула Влаардінген в середині 2012 року і переїхала в Катвейк-ан-Зе. Ще є кілька поромних терміналів (DFDS Seaways, що ведуть до Феліксстоу та Іммінгема та P&O Ferries, які прямують до Халла).

## Пам'ятні місця

### Пам'ятники

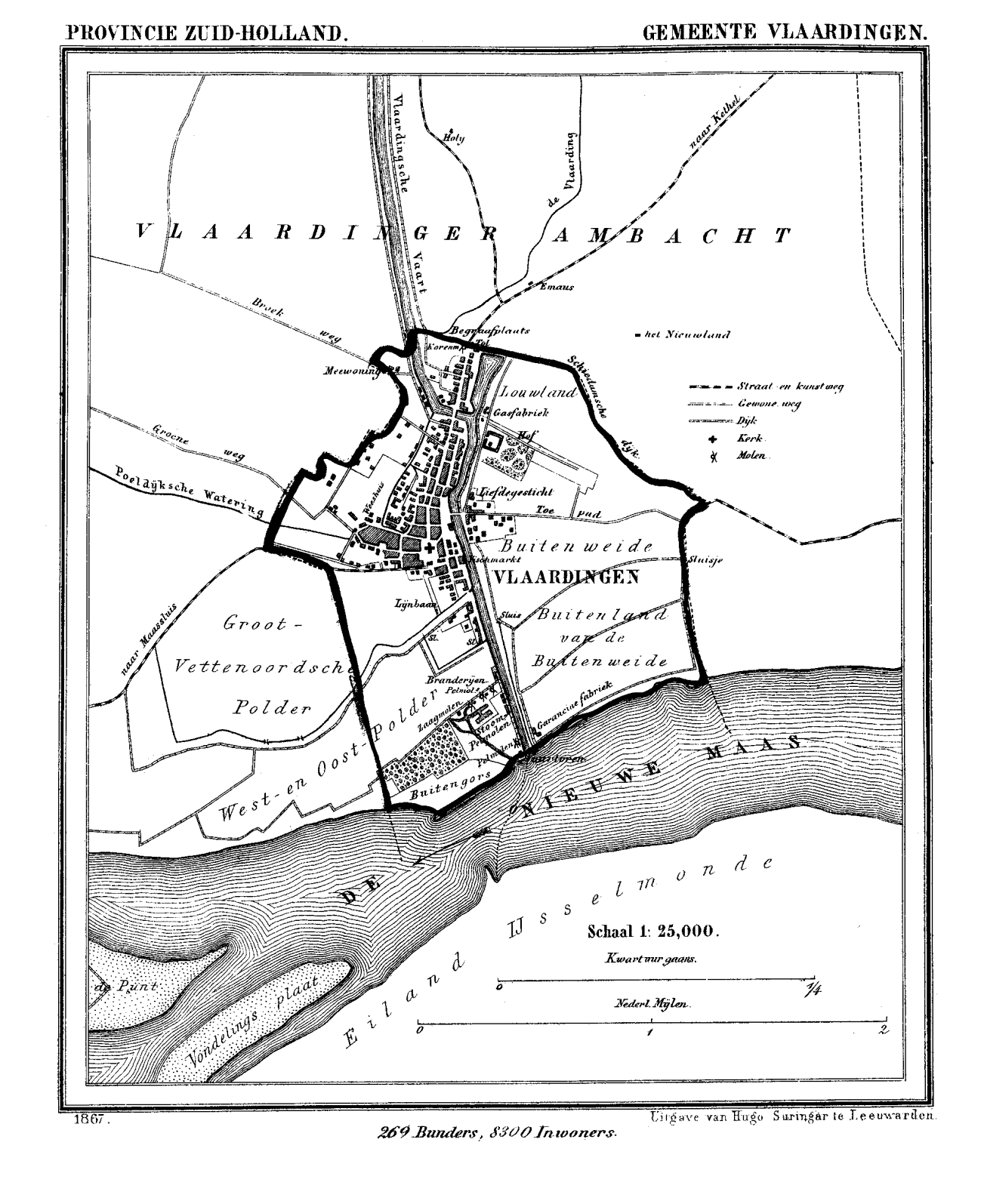
Влаардінген у 1867 році

Історичні будівлі в місті включають Grote Kerk (велика церква), Waag (міст) поруч із церквою та Стару ратушу (що використовується для весілль), Markt - колишній ринок, Visbank (Рибний аукціон) в гавані. Grote Kerk, ймовірно, був заснований між 1156 і 1164 роками і був розбудований, потім пошкоджений і перебудований. На північ від старої гавані знаходиться старий вітряк Aeolus, який працює і продає мелені злаки. У гавані є пристань і музей під відкритим небом зі старовинними кораблями. У гавані знаходиться Музей Влаардінгену (раніше: Visserijmuseum та Visserij en Vlaardings Museum), музей, присвячений комерційному морському рибальству та знанням . Військовий меморіал екіпажу бомбардувальника Веллінгтона з 142-ї ескадрильї RAF, загиблого під час його збиття над Влардінгеном у березні 1942 року, встановлено у Війкпарку Холі-Норд у червні 2012 року.
На кладовищі «Емаус» що знаходиться у Влаардінгерському районі Амбахт поховано шість членів групи «Гейзен» — руху опору. Вони були страчені в березні 1941 року. Дев'ять сусідніх надгробків є символічними для дев'яти інших членів «Гейзен», які також були страчені але насправді поховані в іншому місці.

### Події
«Влаардінгський фестиваль Логеру» (Логер — традиційне судно, яке використовується для лову оселедця) проводиться в першу суботу червня. Раніше фестиваль називався «Haring en Bierfeest» (що у перекладі означає: фестиваль оселедця та пива), але в 2003 році мер вирішив перейменувати його. У 2015 році назва «Haring en Bierfeest» — повернулася.
Geuzenpenning — це нагорода, яка щорічно (починаючи з 1987 року), присуджується місцевим фондом у співпраці з муніципалітетом міста для правозахисників з усього світу.

## Відомі жителі
Люди, які народилися або (жили) у Влардінгені:

### Графи Голландії
- Флоріс I, граф Голландії (близько 1017—1061), граф Голландії, тоді називався Фризією, 1049—1061
- Дірк IV, граф Голландії (близько 1025—1049) був графом Голландії 1039—1049, тоді називався Фризією .
- Дірк V, граф Голландії (1052—1091) був графом Голландії 10611091, тоді називався Фризією
- Флоріс II, граф Голландії (близько 1085—1121) граф Голландії 1091—1121

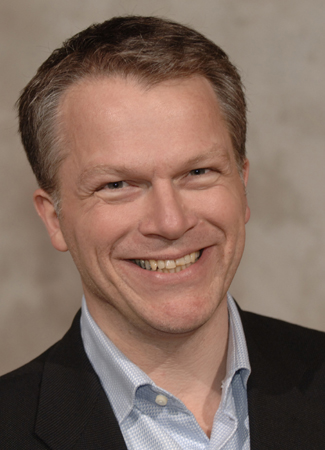
Воутер Бос, 2007

### Громадські та політичні діячі

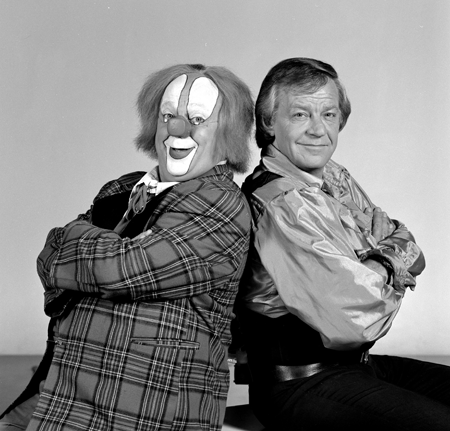
Бессі та Адріан, 1990

- Джерард Калленбург (1642—1722) — нідерландський адмірал, міський радник і бургоміст .
- Кус Воррінк (1891—1955) — нідерландський політик
- Корнеліс Моерман (1893—1988) — лікар загальної практики
- Катаріна Халкес (1920—2011) — голландська теолог і феміністка
- Дірк Хугендам (1922—2003) — голландський військовий злочинець
- Герт Мак (1946 р.н.) — нідерландський журналіст і письменник-публіцист історик
- Агнес ван Арденн (1950 р.н.), нідерландський політик і дипломат у відставці
- Воутер Бос (1963 р.н.), нідерландський політик у відставці, колишній віце-прем'єр-міністр (2007—2010 рр).
- Кес ван дер Стаай (1968 р.н.) — нідерландський політик
- Арьян Ель Фассед (1973 р.н.), колишній нідерландський політик, правозахисник, працівник допомоги розвитку та директор Open State Foundation

### Мистецтво

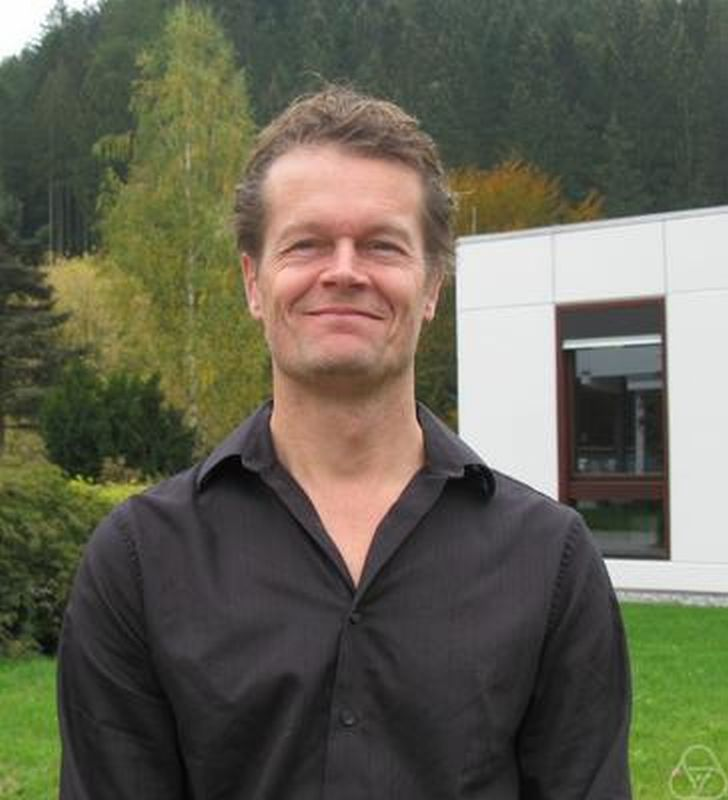
Аад ван дер Ваарт, 2011

- Дольф ван дер Лінден (1915—1999) — нідерландський диригент популярної музики
- Бессі та Адріан, (брати, 1935 і 1942 р.н.) актори дитячого телешоу[5]
- Герріт Бервелінг (нар. 1944) — голландський автор есперанто
- Трійка Анна (1959 р.н.), прозаїк, театральний і кінорежисер[6]
- Ганс Нелеман (1960 р.н.), міжнародний фотограф і кінорежисер з Коннектикуту[7]
- Мартин Ленобл (1969 р.н.), голландський басист і засновник альтернативної рок-групи Porno for Pyros
- Карен Малдер (1970 р.н.) голландська модель, співачка та колишня супермодель[8]
- Рік ван де Вестелакен (1971 р.н.), нідерландський телеведучий[9]
- Раджаценна ван Дам (1994 р.н.) — голландська художниця гіперреалістичного малювання олівцем

### Наука та бізнес
- Ерікус Веркаде (1835—1907), нідерландський бізнесмен, заснував виробничу компанію Verkade.
- Ганс Бос (1950 р.н.), нідерландський біохімік, дослідник раку та вчений
- Роель Піпер (1956 р.н.) — нідерландський ІТ-підприємець
- Аад ван дер Ваарт (1959 р.н.), голландський професор стохастики Лейденського університету
- Мартінус ван дер Кнаап (1959 р.н.), голландський морський біолог і спеціаліст з питань сталого розвитку ФАО ООН.
- Менно Шілтхейзен (1965 р.н.), нідерландський еволюційний біолог, еколог і академічний дослідник
- Джим Столце (1973 р.н.), технічний підприємець у науковому парку Амстердама та TEDx

### Спорт

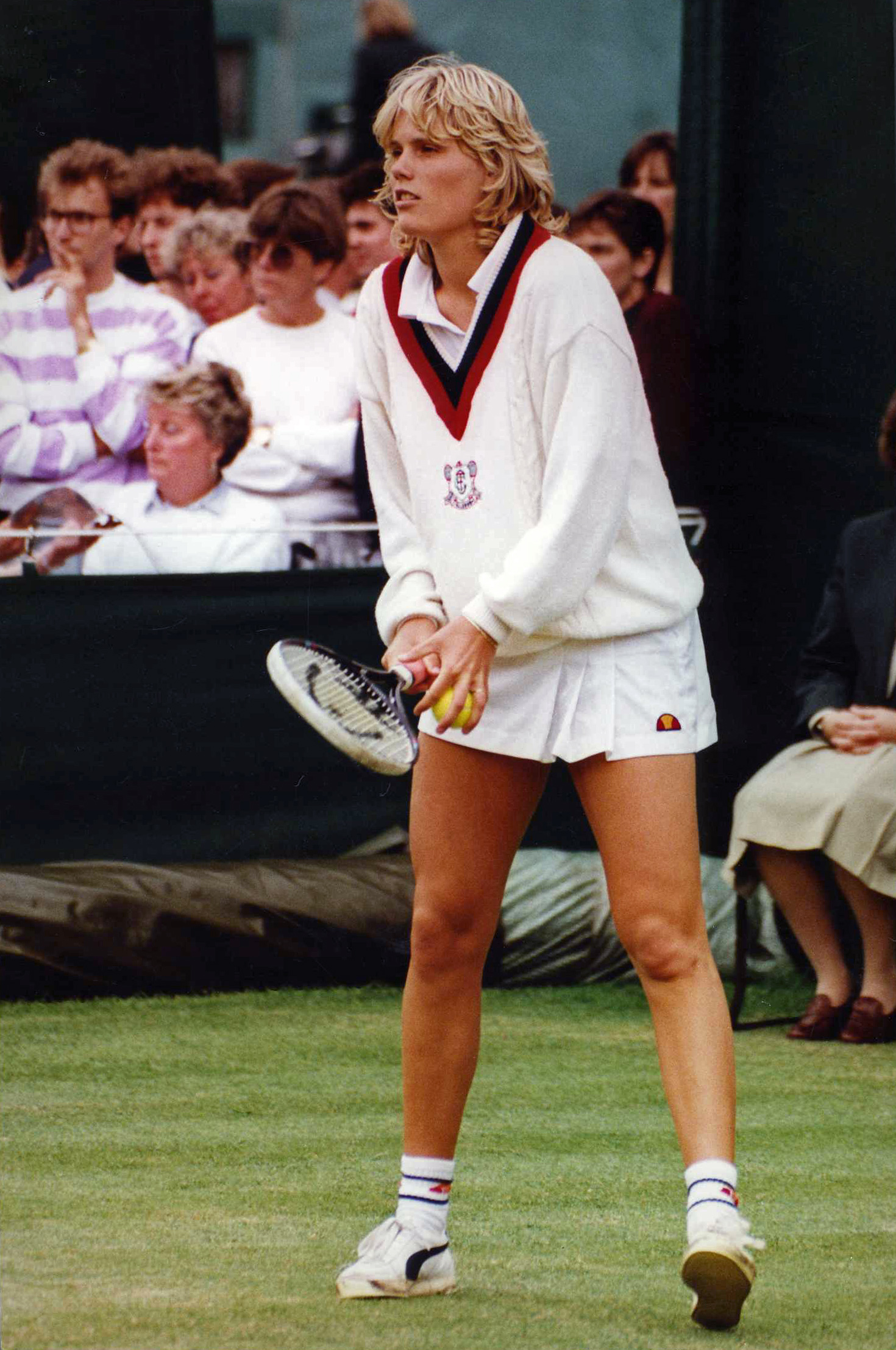
Керолайн Віс, 1989

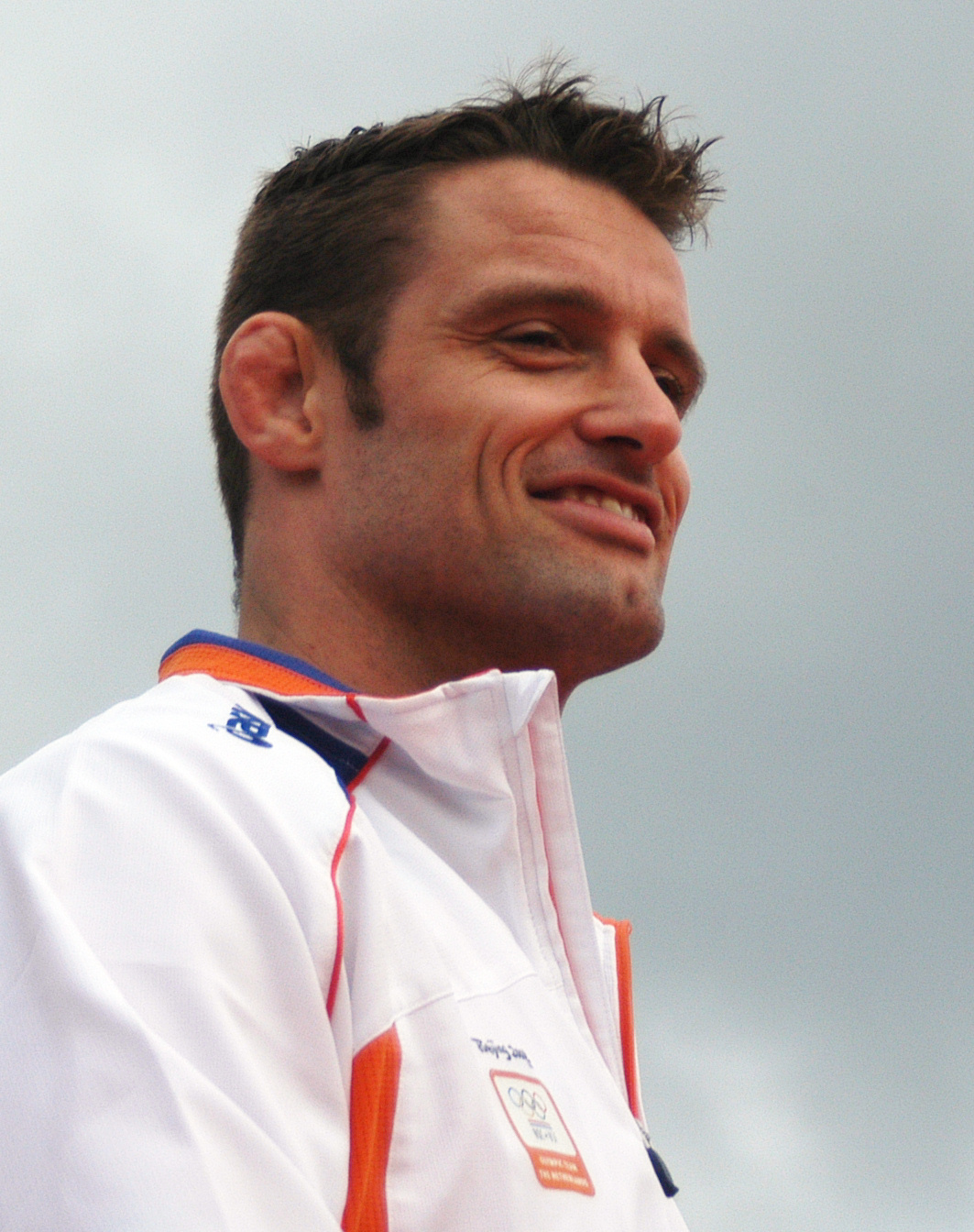
Марк Хейзінга, 2008

- Андріс Хугерверф (1906—1977), бігун на середні дистанції на літніх Олімпійських іграх 1928 року, пізніше вчений і охоронець природи в Голландській Ост-Індії
- Руді Лібрехтс (1941 р.н.), колишній нідерландський ковзаняр і велосипедист.
- Пол-Ян Баккер (1957 р.н.), колишній голландський гравець у крикет
- Джульєтта Бергманн (1958 р.н.), колишня чемпіонка Нідерландів з бодібілдингу
- Вім Куверманс (1960 р.н.), колишній футбольний центральний захисник з 340 матчами за клуби
- Харальд Вапенаар (1970 р.н.) — колишній голкіпер Нідерландів з 341 командою.
- Керолайн Віс (1970 р.н.), професійна тенісистка на пенсії
- Френк Куйман (1970 р.н.), голкіпер на пенсії, на рахунку якого близько 310 клубних футболістів.
- Вільма ван Хофвеген (1971 р.н.), колишня плавчиня вільного стилю, командна срібна призерка літніх Олімпійських ігор 2000 р.
- Серж Цвіккер (1973 р.н.) — колишній баскетболіст голландського походження.
- Марк Хейзінга (1973 р.н.) — чемпіон Нідерландів з дзюдоїста та золотий призер літніх Олімпійських ігор 2000 року та бронзовий призер літніх Олімпійських ігор 1996 та 2004 років.
- Даніель де Брейн (1978 р.н.) воднополістка, командна золота призерка літніх Олімпійських ігор 2008 р.
- Едіт Бош (1980 р.н.) — голландська дзюдоїстка, срібна призерка літніх Олімпійських ігор 2004 року та бронзова призерка літніх Олімпійських ігор 2008 та 2012 років.
- Шанталь Ахтерберг (1985 р.н.) — нідерландська веслування, командна бронзова призерка літніх Олімпійських ігор 2012 року та командна срібна призерка літніх Олімпійських ігор 2016 року.
- Карло ван Дам (1986 р.н.) — голландський автогонщик

## Міста-побратими
| - Moravská Třebová, Пардубицького краю, Чехії |

## Фото-галерея

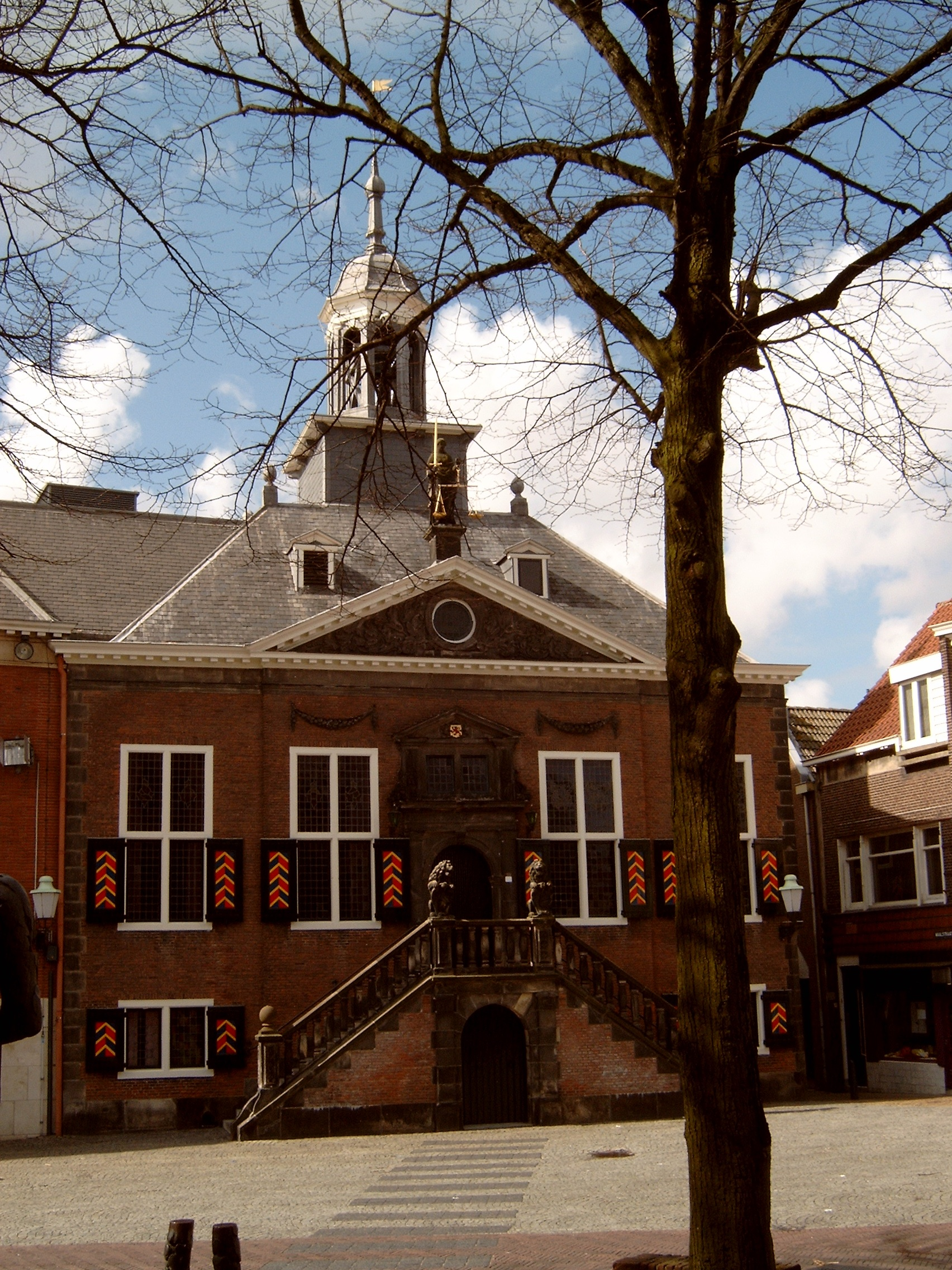
Стара ратуша 1650 р
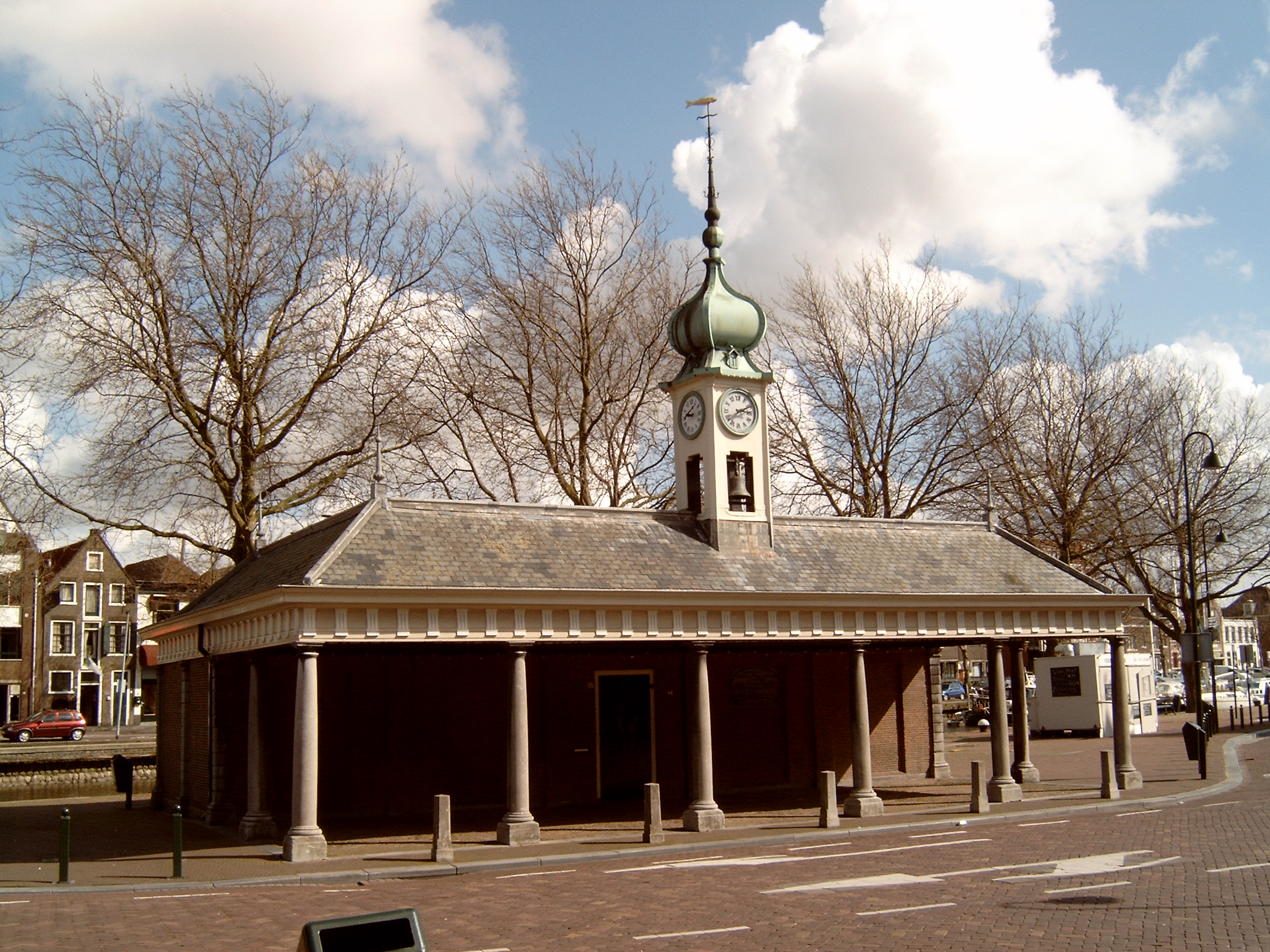
Вісбанк, критий рибний ринок
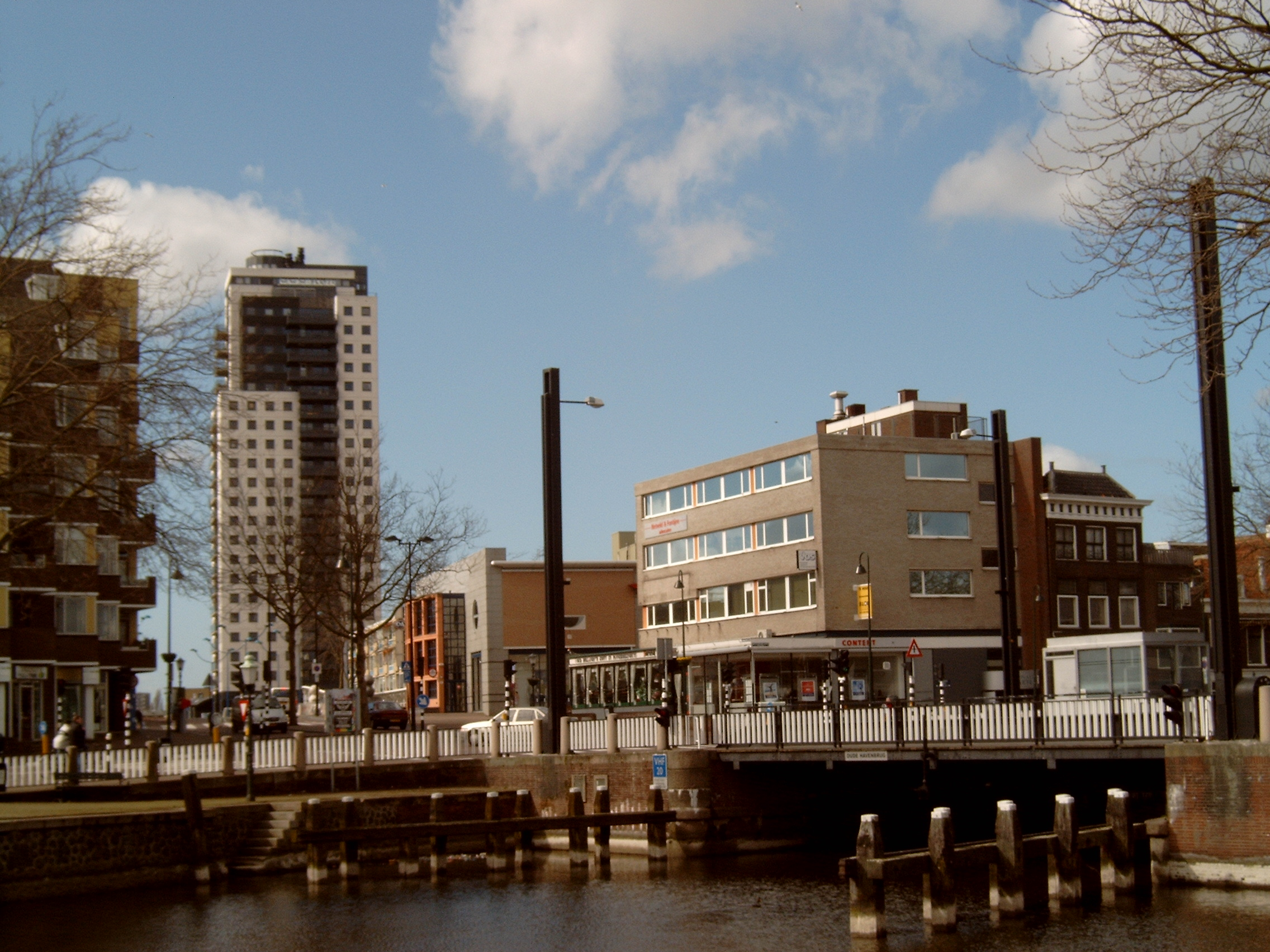
Ауде Гавенбруг
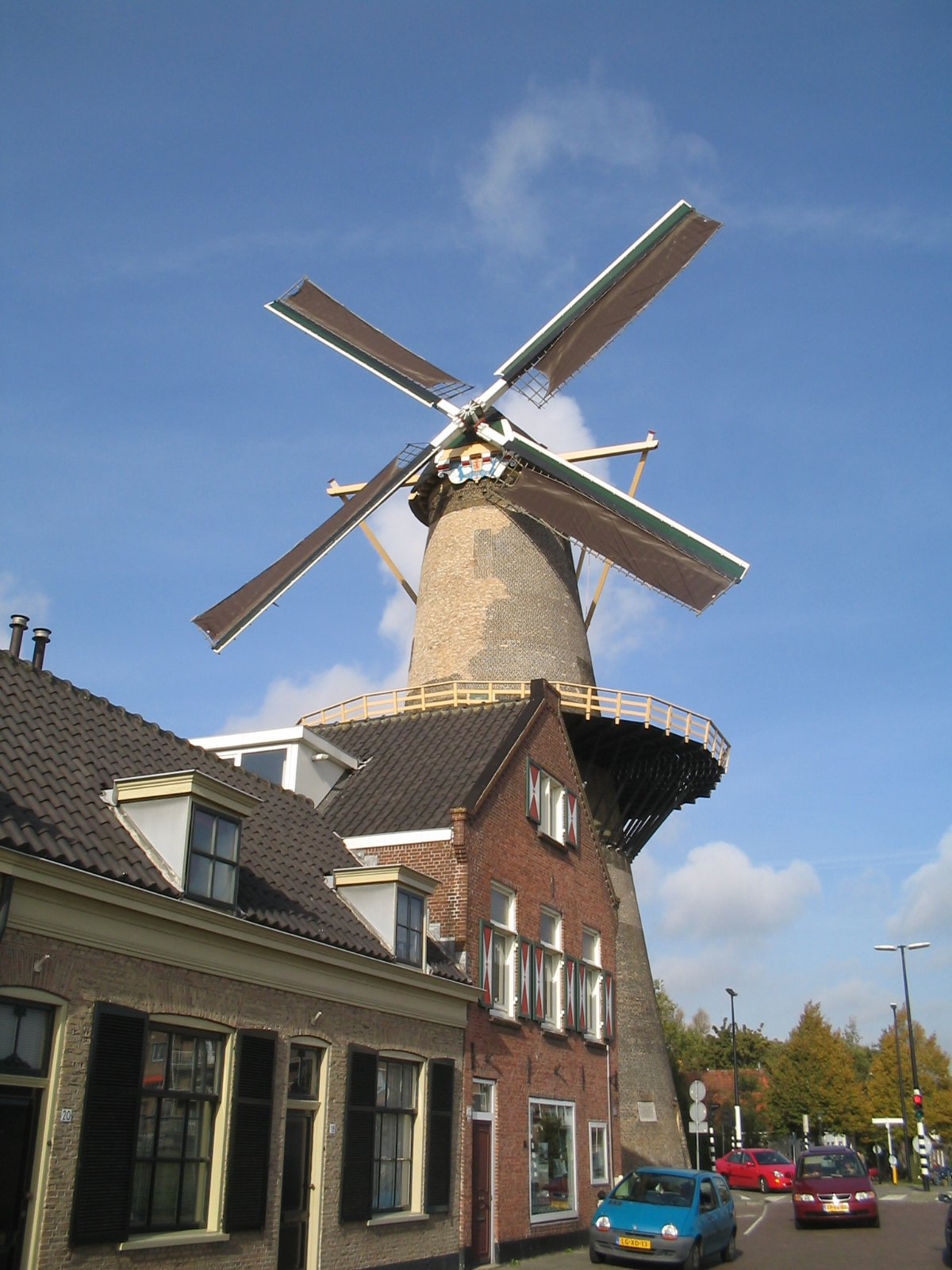
1790 вітряк Еол
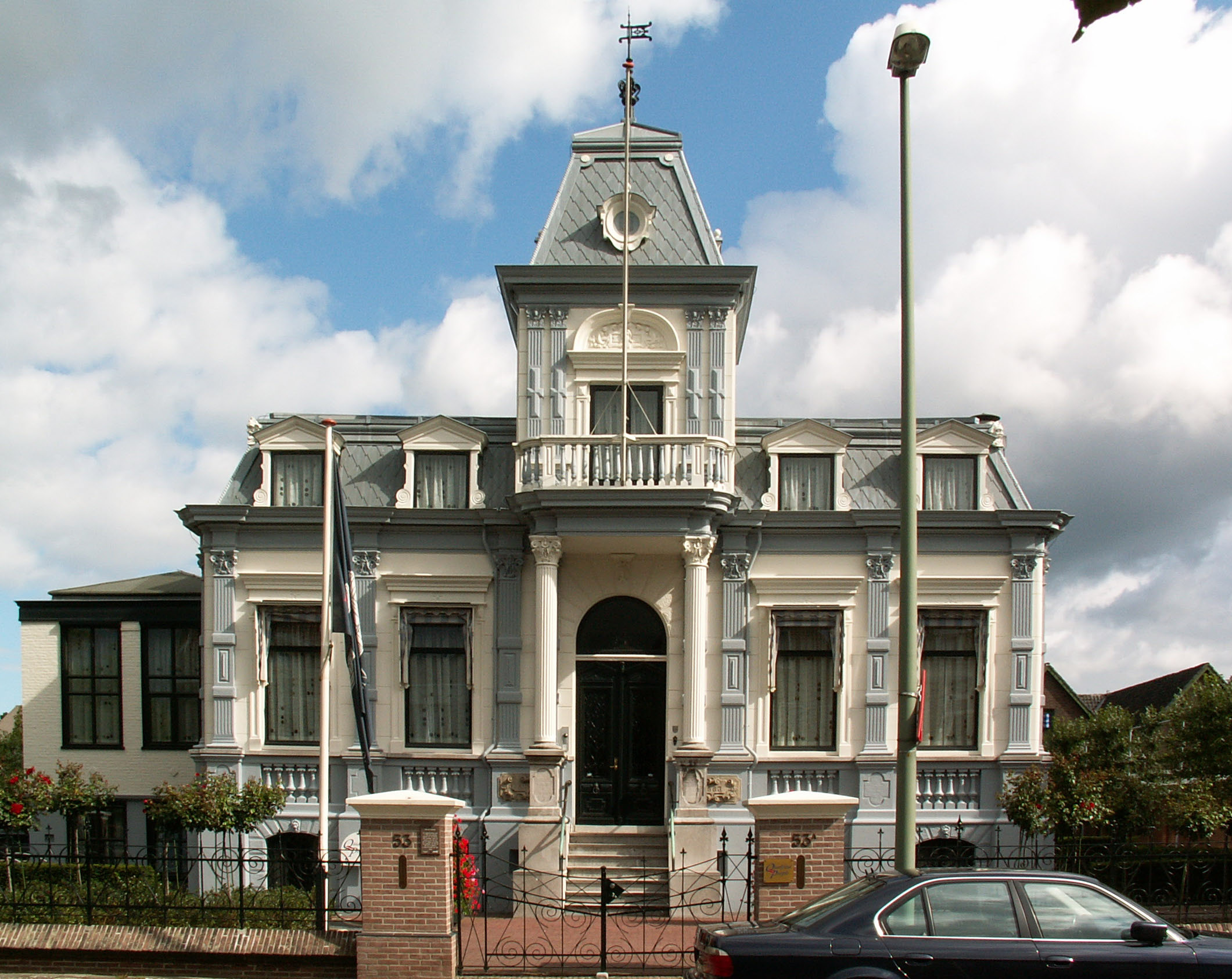
Вілла "IJzermans" 1884 р. Особняк судновласників
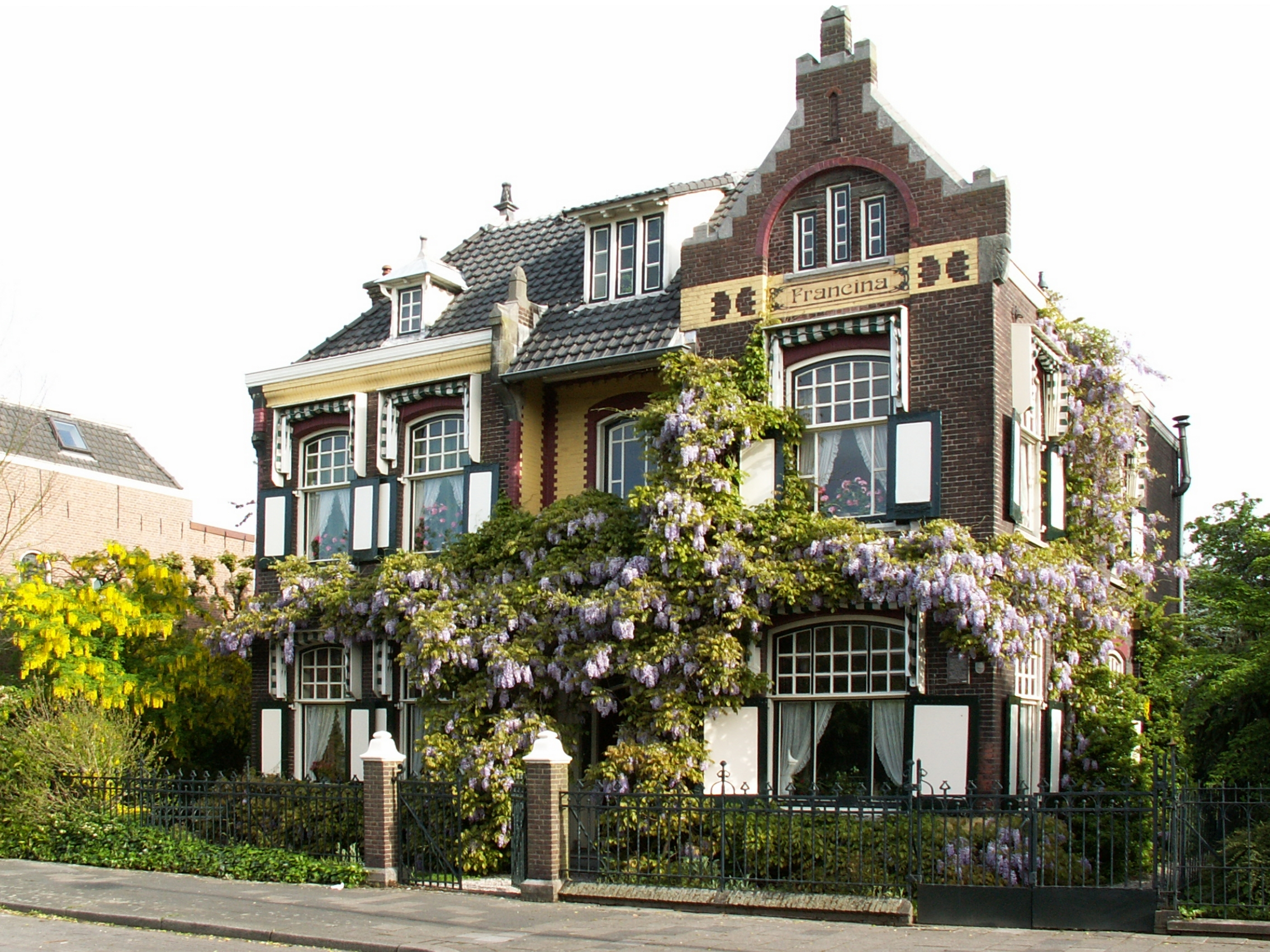
Вілла «Франсіна» 1899 р. Особняк в стилі модерн
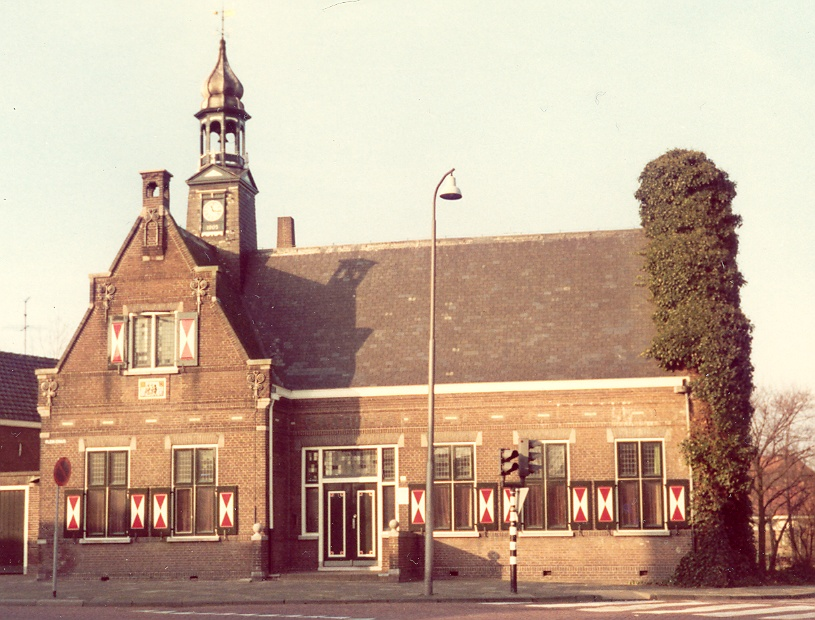
Будівля муніципального архіву, колишня ратуша Vlaardingerambacht
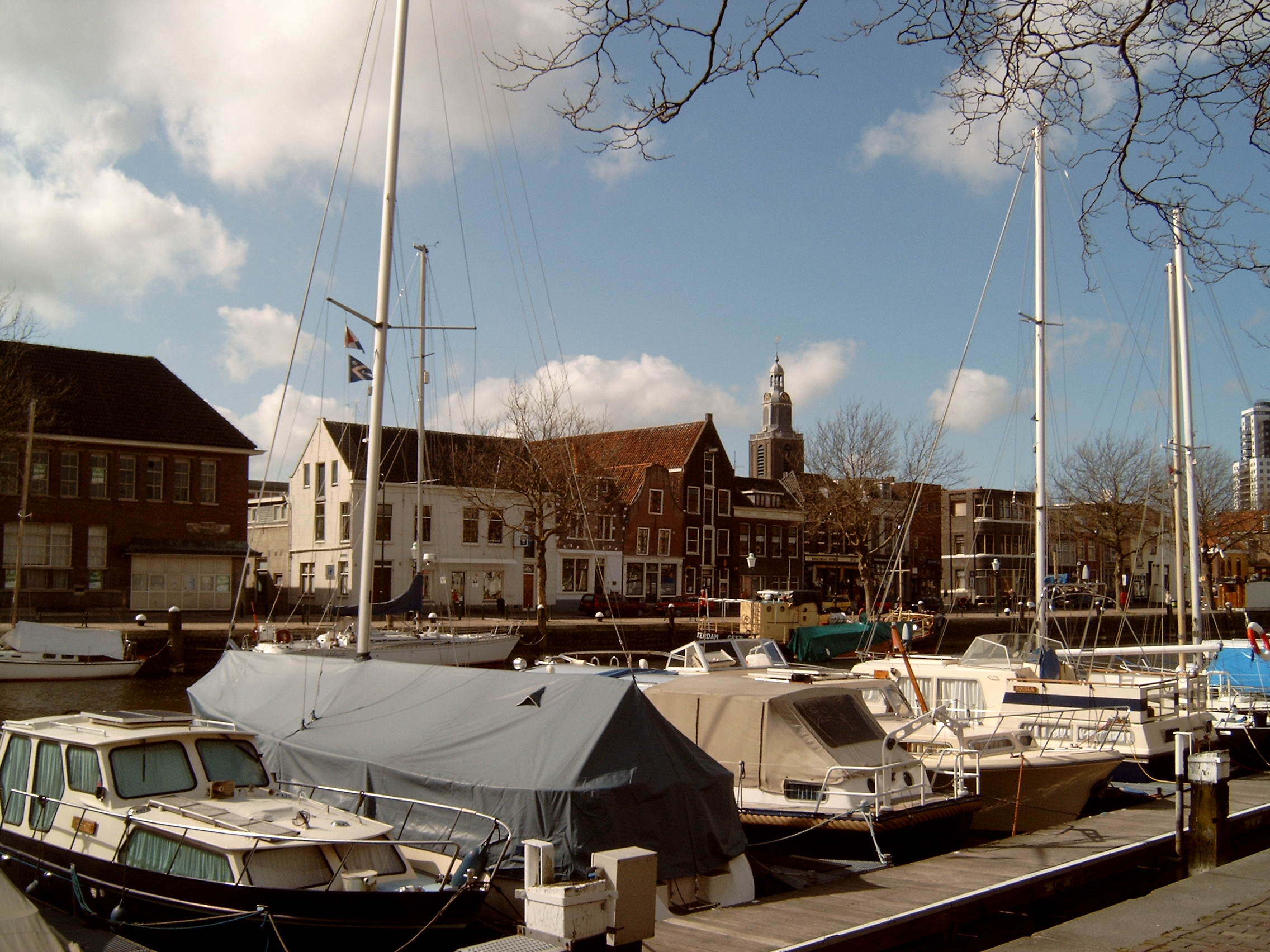
Вид на гавань
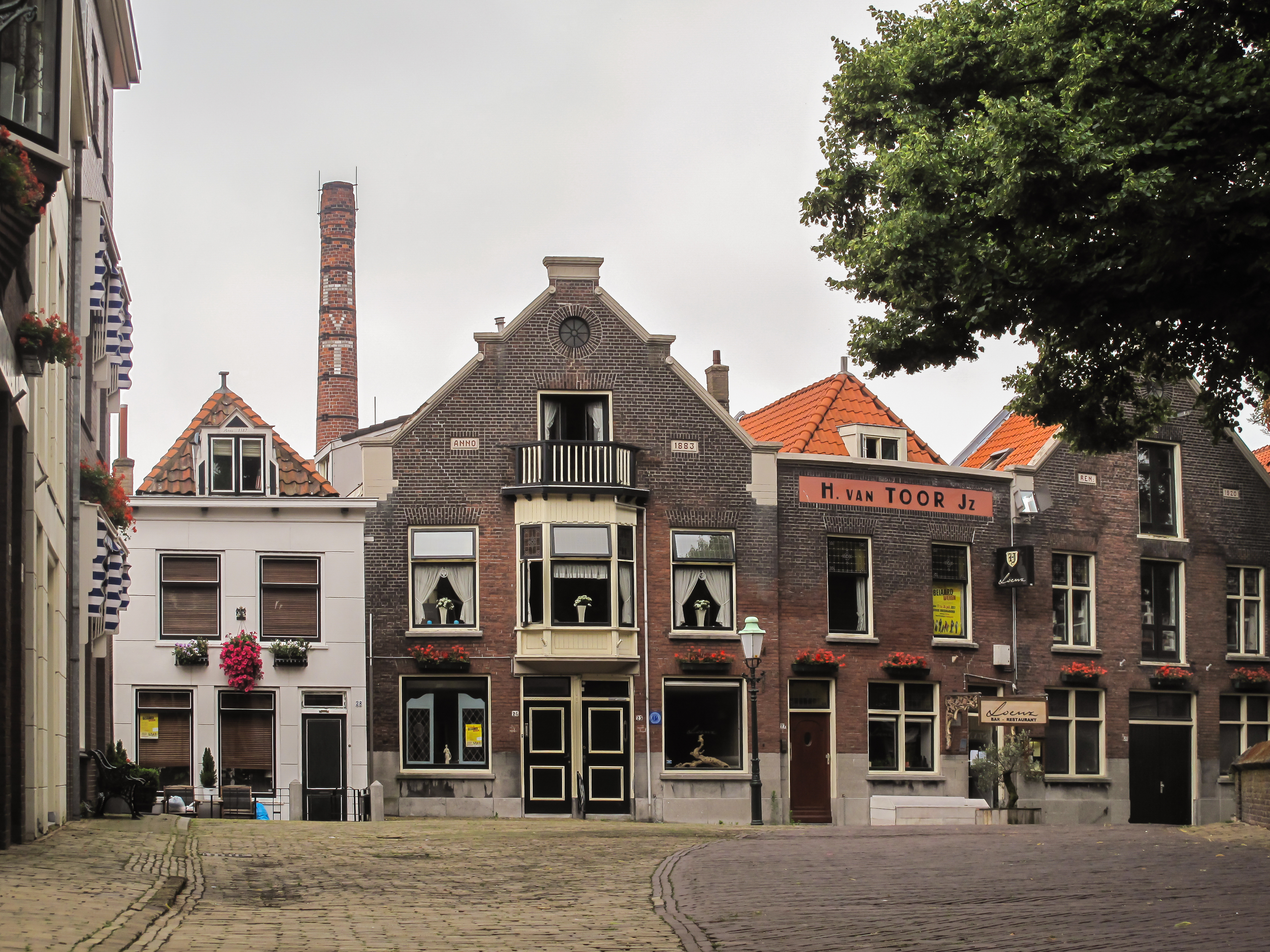
Офісна будівля: H van Toor